# 煤煙

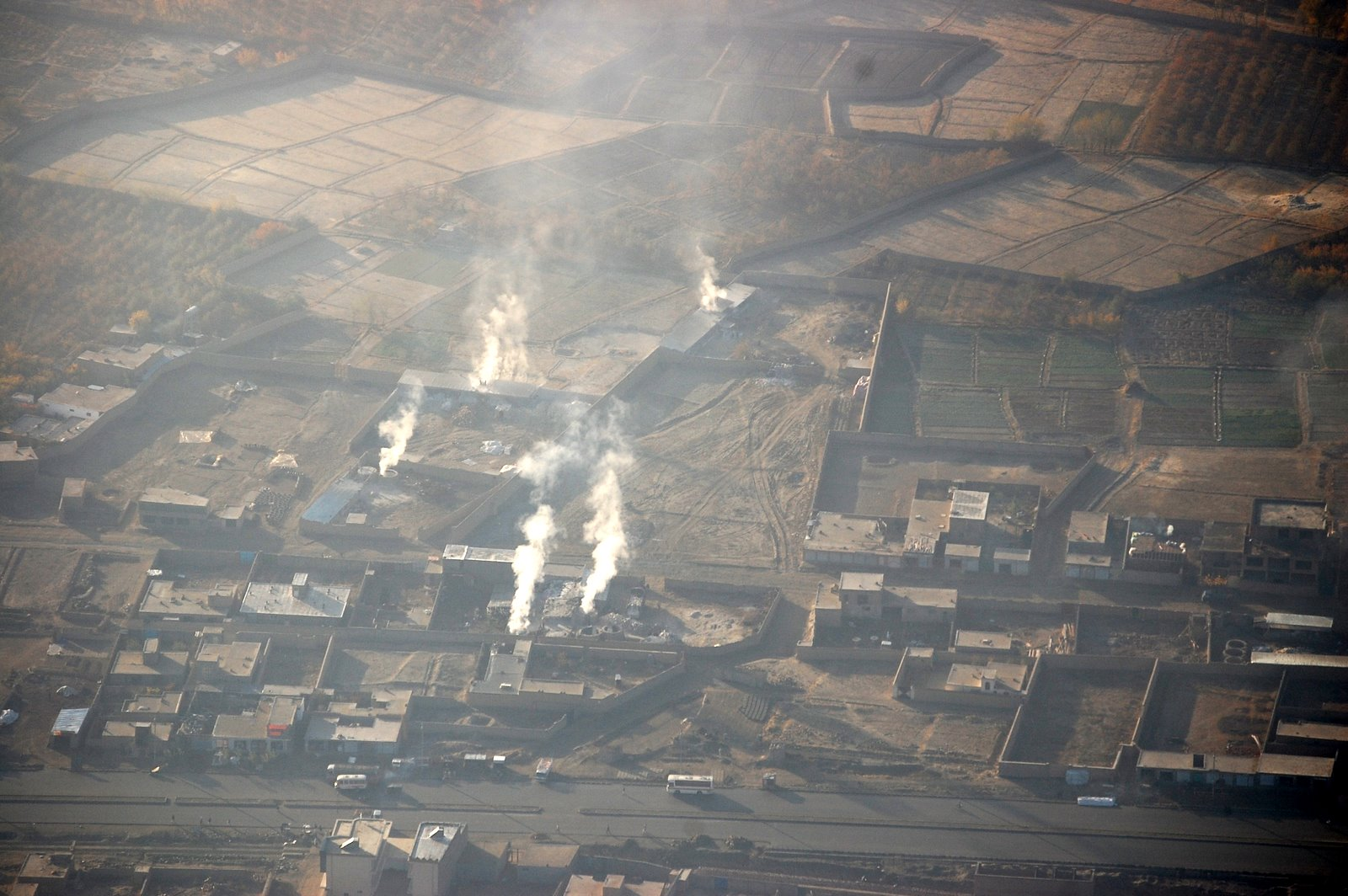
工場から排出されるばい煙

煤煙（ばいえん）とは、物質の燃焼に伴って発生する煙と煤（すす）のことである。多くの場合、石炭・石油燃料・燃料ガス・木質などを燃料として燃やすと発生する。粒子状物質（微粒子）が含まれる。
このような粒子状物質（発生ガスを含む）を吸い込むと健康へ悪影響を及ぼす。どのような燃料でも不完全燃焼や1000°C以下などの燃焼では、健康被害をおよぼす物質の発生は濃厚であり、大気汚染の原因となる。かつて四大公害の1つである四日市ぜんそくの主因となった。
大気汚染防止法では、「物の燃焼等に伴い発生する硫黄酸化物、ばいじん、有害物質（カドミウム、塩素及び塩化水素、フッ素、フッ化水素及びフッ化ケイ素、鉛及びその化合物、窒素酸化物、その他政令で定める物質）」のことを煤煙と定義し、粉塵や自動車排出ガスと共に規制している。
「煤」が当用漢字および常用漢字外の字であるため、法令ではばい煙と書かれる。
木炭の燃焼では、高温度で作製されたものであれば、粒子状物質の発生は比較的少ない。ただし発生ガスとしては、低酸素濃度条件下で一酸化炭素が発生しやすい。